# 恋愛社会学のススメ
『恋愛社会学のススメ』（独: Alle anderen、英: Everyone Else）は、2009年にマーレン・アデが脚本・監督を務めたドイツのロマンチック・ドラマ映画。第59回ベルリン国際映画祭で銀熊賞を受賞した。

## あらすじ
ギッティとクリスは、サルデーニャ島にあるクリスの家族の別荘で休暇を過ごしている若いドイツ人カップル。ギッティはクリスよりもずっと自発的で気楽で、外出して友達を作ろうとするが、クリスは内向的で、家にこもって読書をすること、隣人から隠れることさえ好んでいる。彼女の陽気な態度はクリスをしばしば苛立たせ、彼の用心深い態度は彼女を苛立たせる。クリスが自分の人生と仕事に対する不満についてギッティに話そうとすると、彼女はクリスをさえぎって、クリスはすべてのことに考え込みすぎているので、彼女と落ち着くことを考えたほうがいいと言う。クリスは彼女の激怒に動揺し、侮辱されたと感じる。その後、ギッティとクリスは、お互いにふさわしい人ではないのではないかという心配を認め合うようになる。
食料品の買い物中、クリスは成功した昔の同級生ハンスを見つけ、彼から隠れようとするが、うまくいかなかった。ハンスは、成功したファッション・デザイナーである妻のサナと一緒に、自宅でのバーベキューに2人を招待するが、ギッティは最近知り合ったボヘミアン・カップルからすでに招待を受けていたため、断ろうとする。クリスは彼女の意見を無視して招待を受ける。サナとハンスは完璧で、うまくいっているカップルのように見えるが、すぐに不快で、当たり障りのない、つまらないカップルであることが判明する。クリスがある建築賞を辞退したのは、彼のデザインが他の建築家と融合するためだったことをハンスが明かすのだが、クリスは以前、コンペから返事が来ていないとギッティに伝えており、ギッティは怒る。ハンスの微妙な侮辱に対してギッティがクリスを擁護すると、今度はクリスが腹を立てる。
翌日、クリスはギッティを過度に批判し、長いハイキングに連れて行くが、途中で道に迷う。その後、クリスは、前の晩にギッティから恥をかかされたので、ハンスと2人きりで飲みに行くと彼女に告げる。クリスがギッティに、なぜサナのようにもっと普通になれないのかと尋ねると、ギッティは他のみんなのようにはなりたくないと反論する。ギッティは夜一人にしないでくれと懇願するが、クリスはとにかく出かけ、朝に戻ってくる。翌日、クリスは島で建築の仕事に就くことを考えているとギッティに告げる。クリスが見込み客と会っている間、ギッティは一人で探検に出かけ、新しいイメージ・チェンジを試し、クリスを喜ばせるために以前は「ブルジョワ的」すぎると思っていたドレスをそのままにしておくことにする。クリスと偶然会った後、クリスはハンスとサナを家に招待することを提案する。ギッティが以前会ったボヘミアン・カップルに偶然出会うと、雰囲気は気まずくなる。彼らはギッティの新しい、きちんとした外見にうんざりし、彼女に待たされたことに少し傷ついている。彼らが再び招待すると、クリスは不器用に断り、ギッティを苛立たせる。
ギッティはハンスとサナとのディナーのために外見や態度を控えるよう努力するが、クリスが他のカップルに感銘を与えようとして奇妙な行動を取り始めると、それでも気まずい雰囲気になる。クリスが彼らを母親のプライベートな夢の部屋に連れて行き、ハンスとサナを楽しませるために彼女の趣味をからかうと、ギッティはさらに居心地が悪くなる。その夜の終わりに、ハンスはふざけてサナをヴィラのプールに投げ込み、クリスはギッティがやめてくれと懇願するにもかかわらず、ギッティもプールに投げ込む。動揺したギッティは、サナに言い訳をしてハンスと二人で帰るように頼む。クリスはギッティに愛していると告げ、セックスを申し出るが、ギッティは冷静にそれを受け入れる。
翌日、クリスはギッティが彼に知らせずに早く帰る言い訳をでっち上げているのを耳にする。ギッティと対決した後、ギッティはクリスから離れる、クリスは弱虫だからもう愛していないと断言する。クリスは、彼女は世間知らずの偽善者だと言い返し、出て行くように言う。荷物をまとめている間、ギッティは床に倒れて死んだふりをする。最初は心配し、その後、彼女の策略に動揺したクリスは、事態をうまく収拾しようと決心し、警戒を解く。クリスは彼女のお腹にラズベリーを吹きかけ、彼女は笑い、2人はついにお互いを見つめるのだった。

## キャスト
- ビルギット・ミニヒマイアー（ギッティ）
- ラース・アイディンガー（クリス）
- ニコル・マリシュカ（サナ）
- ハンス＝ヨヒェン・ワグナー（ハンス）

## 公開

### 批評家の評価
この映画は映画評論家から好意的な評価を受けた。レビュー収集サイトのRotten Tomatoesでは、42の批評家のレビューのうち88%が好意的で、平均評価は10点満点中7.6点である。このウェブサイトの総評は、「映画『Alle Anderen (Everyone Else)』は、2組のカップルの間の予測不可能なエネルギーを利用して、細かく詳細に、そして非常にやりがいのある感情的な真実の火花を散らしています」となっている。加重平均を使用するMetacriticは、16人の批評家に基づいてこの映画に100点満点中71点を付け、「概ね好意的な」レビューを示している。

### 受賞およびノミネート
| 年   | 映画祭             | 受賞             | 部門         |
| ---- | ------------------ | ---------------- | ------------ |
| 2009 | ベルリン国際映画祭 | 審査員グランプリ | 最優秀作品賞 |
| 2009 | ベルリン国際映画祭 | 銀熊賞           | 最優秀女優賞 |
| 2009 | ベルリン国際映画祭 | フェミナ映画賞   | 最優秀美術賞 |

応募作品
- ベルリン国際映画祭
  - 金熊賞 (ノミネート)
- ドイツ映画賞
  - 最優秀監督賞 (ノミネート)
  - 主演女優賞 (ノミネート)
  - 優秀長編映画賞 (ノミネート)